# Emil Hadač

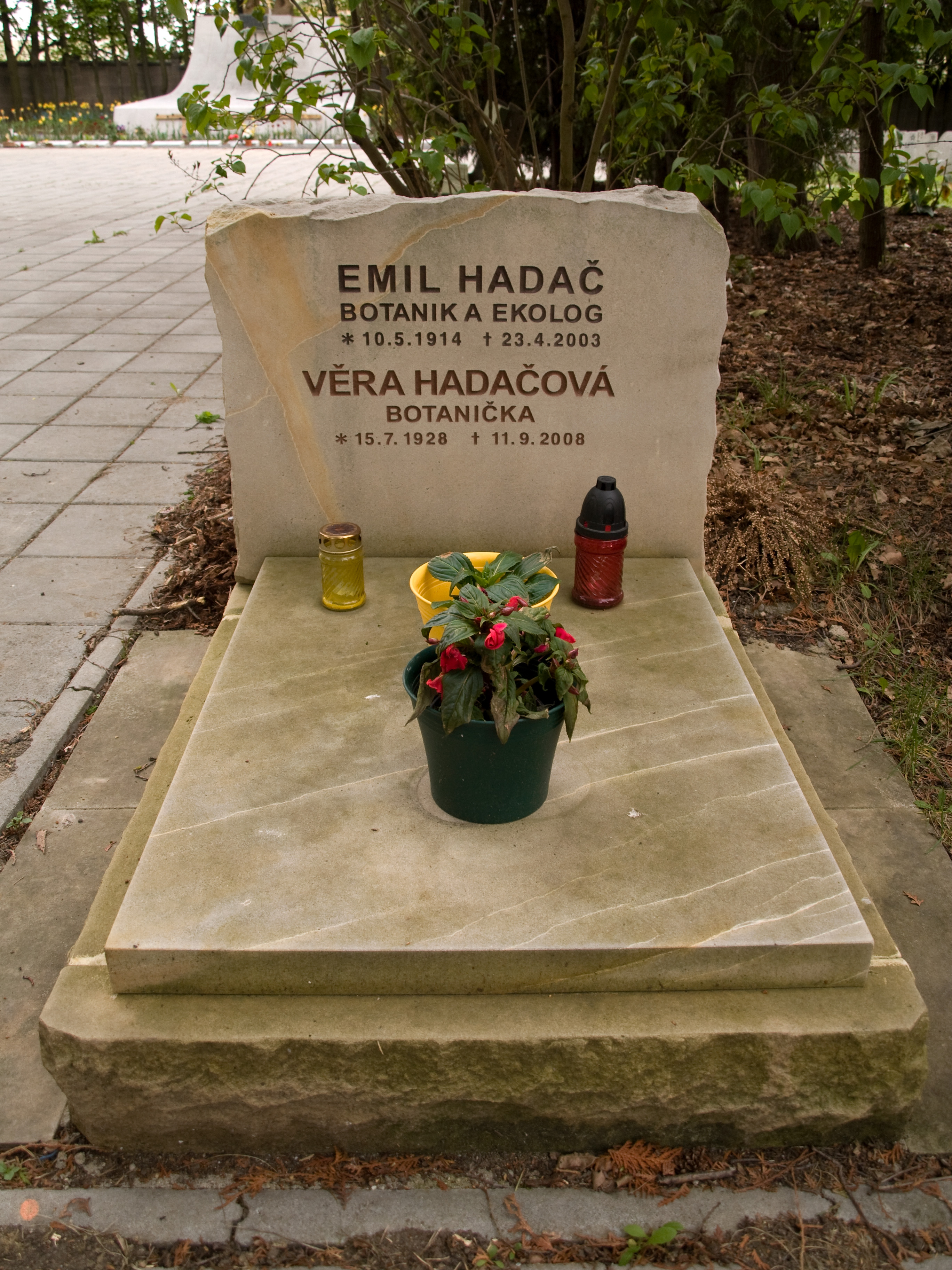
Grabstein von Emil Hadač und seiner Frau Věra Hadačová.

Emil Hadač (* 10. Mai 1914 in Lázně Bohdaneč, Österreich-Ungarn; † 23. April 2003 in Prag, Tschechien) war ein tschechischer beziehungsweise tschechoslowakischer Botaniker und Ökologe. Sein Forschungsschwerpunkt war die Pflanzensoziologie.

## Leben
Hadač war der Sohn eines evangelischen Pfarrers. Nach dem Besuch der Volksschulen in Bohdaneč und Pardubice absolvierte er auch das Staatliche Realgymnasium in Pardubice. Anschließend studierte er an der naturwissenschaftlicher Fakultät der Karls-Universität in Prag, wo er 1938 promoviert wurde. Zu Beginn seiner Forschungskarriere interessierte Hadač sich für die Flora des hohen Nordens, die er in den späten 1930er Jahren in Island, Norwegen und Spitzbergen studierte. In den Kriegsjahren leitete er zusammen mit seinem Bruder Jan eine Gruppe junger Naturforscher in Pardubice und organisierte unmittelbar nach dem Krieg die Arktis-Abteilung innerhalb des Naturhistorischen Klubs, deren Ziel eine Forschungsexpedition in den Norden der Sowjetunion, insbesondere auf die Taimyrhalbinsel, war. Die damalige politische Lage machte die Expedition jedoch unmöglich, stattdessen begab sich das gesamte Team 1948 nach Island, mit dem Hadač bereits wissenschaftliche Kontakte unterhalten hatte. In den folgenden Jahren reiste und arbeitete er in verschiedenen Teilen der Welt, unter anderem auf der Balkanhalbinsel, im Kaukasus, in Kurdistan, in Kuba und im Irak, wo er von 1959 bis 1961 Professor an der Universität Bagdad war.
Er arbeitete in vielen wissenschaftlichen Instituten und Gesellschaften, darunter im Institut für angewandte Botanik und technische Mikroskopie und im Botanischen Institut der Tschechoslowakischen Akademie der Wissenschaften und lehrte als Professor an der Pädagogischen Fakultät der Karls-Universität in Pilsen. Von 1971 bis 1979 war er Direktor des Instituts für Landschaftsökologie der Tschechoslowakischen Akademie der Wissenschaften. Er war Leiter der ökologischen Abteilung der Tschechoslowakischen Biologischen Gesellschaft sowie der Tschechoslowakischen Bioklimatischen Gesellschaft der Tschechoslowakischen Akademie der Wissenschaften. Von 1948 bis 1954 leitete er das Institut für Peloidforschung in Františkovy Lázně, wo er sich auf die Untersuchung von Humolithen konzentrierte, was 1953 in der Monographie Československé peloidy (léčivá bahna, rašeliny a slatiny) mündete. So erweiterte Hadač allmählich sein wissenschaftliches Betätigungsfeld von der Geobotanik und Vegetationsgeographie auf allgemeinere ökologische Aspekte. Hadač war maßgeblich an der Einrichtung des Soos-Reservats beteiligt. Er war Vorsitzender des wissenschaftlichen Rates des Nationalparks Riesengebirge sowie stellvertretender Vorsitzender der Tschechoslowakischen Botanischen Gesellschaft. Von 1971 bis 1981 war er Chefredakteur der Zeitschrift Vesmir.
Seine Bibliographie umfasst mehr als 300 wissenschaftliche und technische Arbeiten. Er beschrieb mehrere Dutzend Pflanzengesellschaften im Inland und im Ausland. 1948 veröffentlichte er mit seinem Bruder das Florenwerk Květena Pardubická. Es folgte die Zusammenstellung von Floren verschiedener Gebirgszüge, darunter Dolina Siedmich prameňov in der Belianske Tatry, Bukovské vrchy sowie Železné hory, an denen er mit anderen Autoren zusammenarbeitete. Er hat auch mehrere populäre Sach- und Reisebücher geschrieben, darunter Svalbard – studené pobřeží, V zemi sopek a ledovců, Krajina a lidé und Ekologické katastrofy.
Hadač war mit der Botanikerin Věra Hadačová (1928–2008) verheiratet.

## Ehrungen
1994 wurde Hadač mit dem Preis des Umweltministeriums „für sein Lebenswerk in Ökologie und Botanik“ ausgezeichnet.